# Джедаа
Джедаа (фр. Djedaa) — небольшой город и супрефектура в Чаде, расположенный на территории региона Батха. Административный центр департамента Вади-Риме.

## Географическое положение
Город находится в центральной части Чада, на высоте 327 метров над уровнем моря, на расстоянии приблизительно 403 километров к северо-востоку от столицы страны Нджамены.

## История
10 августа 2018 года Джедаа, являвшаяся ранее частью департамента Западная Батха, была провозглашена административным центром новообразованного департамента Вади-Риме.

## Транспорт
В окрестностях города расположен небольшой одноимённый аэропорт.